# Pungín
Pungín (oficialmente desde 1985, en gallego, Punxín) es un municipio de la provincia de Orense, pertenece comarca de Carballino. Según el padrón municipal tenía en 2012 801 habitantes

## Geografía
Integrado en la comarca de Carballino, se sitúa a 14 kilómetros de la capital orensana. El término municipal está atravesado por la carretera  N-120 , en el pK 583, además de por la autovía autonómica  AG-53 , que une Orense con Santiago y por la carretera nacional  N-541 , que une Orense con Pontevedra. 
El relieve del municipio está caracterizado por el río Barbantiño, que desemboca en el Miño en el límite sur del municipio, y los montes que se alzan al oeste del mismo, destacando al sur y al suroeste el Monte de San Trocado, que alcanza los 553 metros de altitud. La altitud oscila entre los 553 metros y los 90 metros a orillas del río Miño. El pueblo se alza a 145 metros sobre el nivel del mar. 
| Noroeste: Maside y San Amaro | Norte: Maside | Noreste: Amoeiro       |
| Oeste: San Amaro             |               | Este: Amoeiro y Orense |
| Suroeste: San Amaro          | Sur: Cenlle   | Sureste: Orense y Toén |

## Geografía humana

### Demografía
Cuenta con una población de 755 habitantes (INE 2024).
| Gráfica de evolución demográfica de Punxín entre 1877 y 2021 |
| |
| Población de derecho según los censos de población del INE Población de hecho según los censos de población del INEEn estos censos se denominaba Pungín: 1887, 1897, 1900, 1910, 1920, 1930, 1940, 1950, 1960 y 1970 Entre el censo de 1877 y el anterior, aparece este municipio porque se segrega del municipio 32045 (Maside) |

| Evolución de la población de Pungín - desde 1900 hasta 2022 -                                                                        |       |       |       |      |      |      |      |         |          |          |          |          |
| 1900 | 1930  | 1950  | 1981  | 2004 | 2007 | 2010 | 2011 | 2012    | 2013     | 2020     | 2021     | 2022     |
| 2.173 | 2.073 | 2.100 | 1.281 | 945  |      | 861  | 801  | {{{9}}} | {{{10}}} | {{{11}}} | {{{12}}} | {{{13}}} |
| Fuentes: INE e IGE (Los criterios de registro censal variaron entre 1900 y 2011, y los datos del INE y del IGE pueden no coincidir.) |       |       |       |      |      |      |      |         |          |          |          |          |

### Organización territorial
El municipio está formado por cincuenta y  dos entidades de población distribuidas en seis parroquias:
- Barbantes (Santiago)
- Freás (Santa María)
- Ourantes (San Juan)[8]
- Pungín[6]
- Vilela (Santa María)
- Villamoure[6] (San Esteban)[9]